# Theodorus van den Tillaart
Theodorus van den Tillaart (Veghel, 15 augustus 1909 – Atambua, 7 mei 1991) was een Nederlandse rooms-katholieke geestelijke en bisschop van Atambua op Timor in Indonesië.

## Korte levensloop
Op 18 augustus 1935 werd hij priester bij de missionarissen van Steyl en werd lid van het 'Gezelschap van het Woord van God' (de Society of the Divine Word (SVD)).
Als missionaris werd Theodorus op 14 november 1957 als vicaris van Atambua in West-Timor en als titulair bisschop van Mulia aangesteld.
Van 3 januari 1961 tot 3 februari 1984 was hij bisschop van bisdom Atambua. Theodorus van den Tillaart stierf te Atambua op 7 mei 1991.

## Verdiensten voor Veghel
Theodorus van den Tillaart was een van de grondleggers van de jumelage Veghel-Goch die op 25 september 1971 gesloten werd. Reden voor het versterken van de band Veghel-Goch was zijn regelmatige verblijf in de Duitse stad waar zijn zuster woonde.
Theodorus van den Tillaart is de enige bisschop die Veghel ooit voortbracht. In 2011 is in het plan Centre Veghel De Mgr. vnd. Tillaartstraat naar hem vernoemd. De naamgeving past in de traditie de straten rond de Sint-Lambertus en het klooster van de Zusters Franciscanessen der Onbevlekte Ontvangenis van de H. Moeder Gods naar Veghelse religieuzen te vernoemen.